# Munida nesiotes
Munida nesiotes is een tienpotigensoort uit de familie van de Munididae. De wetenschappelijke naam van de soort is voor het eerst geldig gepubliceerd in 1999 door Macpherson.